# Rías Altas

Mappa delle Rías Altas

Le Rías Altas sono la parte dell'area costiera della Galizia settentrionale costituita da rías che va dalle Asturie al capo Finisterre.
Includono la parte a nord e a nord-est della provincia della Coruña e tutta la fascia costiera della provincia di Lugo e presentano moltissime spiagge, tra le quali la famosa Praia das Catedrais.
Nelle Rías Altas si trovano diversi luoghi  interessanti come:
- la Torre d'Ercole, che è il faro funzionante più antico al mondo e Patrimonio dell'umanità,
- il Parco naturale delle Fragas do Eume, che rappresenta uno degli ultimi boschi atlantici,[1]
- il Parco del Pasatiempo, che è considerato il precursore dei moderni parchi a tema,[2]
- il Pazo de Mariñán,[3]
- il Santuario de San Andrés de Teixido dove, secondo la tradizione, ogni abitante della Galizia deve andare in pellegrinaggio almeno una volta nella vita se non vuole diventare un'anima in pena.[4]

L'attività economica principale nella Rías Altas è costituita dalla pesca.